# مارك بريل
مارك بريل (بالإنجليزية: Mark Brill) هو عالم موسيقى أمريكي، ولد في 19 يناير 1964 في هيوستن في الولايات المتحدة.